# Моцоешти (Олт)
Моцоешти (рум. Moțoești) насеље је у Румунији у округу Олт у општини Барашти. Oпштина се налази на надморској висини од 285 m.

## Становништво
Према подацима из 2002. године у насељу је живело 134 становника, од којих су сви румунске националности.